# Volleyball World Beach Pro Tour Elite16 Rio de Janeiro
El Volleyball World Beach Pro Tour Río de Janeiro es un torneo oficial de vóley playa que se disputa anualmente en Río de Janeiro (Brasil). Forma parte del Elite16 del VW Beach Pro Tour. Su nombre comercial es VW Beach Pro Tour Rio de Janeiro y se disputa en la playa de Copacapabana.

## Historia

### Etapa World Tour (1987 - 2017)
Es el primer torneo en la historia que se disputó en el World Tour. Fue en 1987 y en aquella ocasión tan solo se organizó su cuadro masculino siendo constituido como Open de Brasil. Un campeonato que se iba a llevar a cabo de manera continuada hasta 1998 en la que iba a ser la primera etapa del certamen donde su mayor premio fue valorado en 200.000 dólares y donde incluso en 1997 fue un Grand Slam por primera vez en la historia. Aunque no estaría apartada la ciudad del circuito hasta 2004 cuando, tras organizarse el Mundial en 2003 en Brasil, volvieron a albergar el entonces llamado Banco do Brasil Open.
Desde esa última vez, tuvo que pasar mucho tiempo hasta que volviera el vóley playa a la ciudad de Rio de Janeiro. Lo hizo en el año previo a los Juegos Olímpicos de Río de Janeiro 2016 otra vez con una prueba de categoría Open. Un paso previo a que se convirtiera el torneo, por segunda y última vez hasta la fecha, en un Grand Slam en 2016 que tuvo lugar meses antes de los Juegos Olímpicos. Un campeonato que con el cambio de nomenclatura a estrellas, pasaría a ser de cuatro estrellas antes de concluir aquí su tercera etapa en 2017.

### Etapa Volleyball World Beach Pro Tour
Tras el último cambio que realizó la Federación Internacional de Voleibol, el nuevo circuito mundial pasó a llamarse Volleyball World Beach Pro Tour desde el 2022. Aunque no fue hasta la edición de 2024 cuando Rio de Janeiro iba a reingresar en el circuito con la máxima categoría en el momento: Elite 16.

## Resultados

### Cuadro masculino
| Año                         | Campeón                            | Finalista                           | Resultado                 |
| --------------------------- | ---------------------------------- | ----------------------------------- | ------------------------- |
| World Tour - Open           |                                    |                                     |                           |
| 1987                        | Sinjin Smith Randy Stoklos         | Karch Kiraly Pat Powers             |                           |
| 1988                        | Karch Kiraly Pat Powers            | Luis Amerigo Bernard Rajzman        |                           |
| 1989                        | Sinjin Smith Randy Stoklos         | Edinho de Mattos Eduardo Tinoco     |                           |
| 1990                        | Sinjin Smith Randy Stoklos         | Mike Dodd Tim Hovland               |                           |
| 1991                        | Sinjin Smith Randy Stoklos         | Kent Steffes Tim Hovland            |                           |
| 1992                        | Sinjin Smith Randy Stoklos         | Paulao Moreira Paulo Emilio Silva   |                           |
| 1993                        | Adam Johnson Kent Steffes          | Eduardo Bacil Jose Loiola           |                           |
| 1994                        | Roberto Lopes Franco Neto          | Carlos Briceno Jeff Williams        |                           |
| 1995                        | André Gomes Carlos Loss            | Ze Marco de Melo Emanuel Rego       |                           |
| 1996                        | Roberto Lopes Franco Neto          | Ze Marco de Melo Emanuel Rego       |                           |
| World Tour - Grand Slam     |                                    |                                     |                           |
| 1997                        | Ze Marco de Melo Emanuel Rego      | Eduardo Bacil Jose Loiola           |                           |
| World Tour - Open           |                                    |                                     |                           |
| 1998                        | Ze Marco de Melo Ricardo Santos    | Jose Loiola Emanuel Rego            |                           |
| Sin disputarse              |                                    |                                     |                           |
| 2004                        | Markus Dieckmann Jonas Reckermann  | Patrick Heuscher Stefan Kobel       |                           |
| Sin disputarse              |                                    |                                     |                           |
| 2015                        | Aleksandrs Samoilovs Jānis Šmēdiņš | Markus Dieckmann Lars Fluggen       | 2-0 (21-15, 25-23)        |
| World Tour - Grand Slam     |                                    |                                     |                           |
| 2016                        | Piotr Kantor Bartosz Łosiak        | Evandro Gonçalves Pedro Solberg     | 2-0 (21-19, 23-21)        |
| World Tour - Four Stars     |                                    |                                     |                           |
| 2017                        | Alison Cerutti Bruno Schmidt       | Piotr Kantor Bartosz Łosiak         | 2-0 (25-23, 21-12)        |
| VW Beach Pro Tour - Elite16 |                                    |                                     |                           |
| 2024                        | Joaquín Bello Javier Bello         | Nicolás Capogrosso Tomás Capogrosso | 2-1 (22-24, 30-28, 15-13) |

### Cuadro femenino
| Año                         | Campeona                         | Finalista                          | Resultado |
| --------------------------- | -------------------------------- | ---------------------------------- | --------- |
| World Tour - Open           |                                  |                                    |           |
| 1993                        | Karolyn Kirby Nancy Reno         | Mônica Rodrigues Adriana Samuel    |           |
| Sin disputarse              |                                  |                                    |           |
| 1995                        | Sandra Pires Jackie Silva        | Mônica Rodrigues Adriana Samuel    |           |
| 1996                        | Sandra Pires Jackie Silva        | Natalie Cook Kerri Pottharst       |           |
| 1997                        | Mônica Rodrigues Adriana Samuel  | Lisa Arce Holly McPeak             |           |
| 1998                        | Shelda Bedê Adriana Behar        | Pauline Manser Kerri Pottharst     |           |
| Sin disputarse              |                                  |                                    |           |
| 2004                        | Ana Paula Connelly Sandra Pires  | Shelda Bedê Adriana Behar          |           |
| Sin disputarse              |                                  |                                    |           |
| 2015                        | Talita Antunes Larissa Maestrini | Ágatha Bednarczuk Bárbara Seixas   |           |
| World Tour - Grand Slam     |                                  |                                    |           |
| 2016                        | April Ross Kerri Walsh Jennings  | Monika Brzostek Kinga Wojtasik     |           |
| World Tour - Four Stars     |                                  |                                    |           |
| 2017                        | Ágatha Bednarczuk Duda Lisboa    | Melissa Humana-Paredes Sarah Pavan |           |
| VW Beach Pro Tour - Elite16 |                                  |                                    |           |
| 2024                        | Carolina Salgado Bárbara Seixas  | Terese Cannon Megan Kraft          |           |

## Ganadores múltiples

### Masculino
- 5 victorias:
  -  Sinjin Smith: 1987, 1989, 1990, 1991, 1992
  -  Randy Stoklos: 1987, 1989, 1990, 1991, 1992

- 2 victorias:
  -  Roberto Lopes: 1994, 1996
  -  Franco Neto: 1994, 1996
  -  Ze Marco de Melo: 1997, 1998

### Femenino
- 3 victorias:
  -  Sandra Pires: 1995, 1996, 2004

- 2 victorias:
  -  Jackie Silva: 1995, 1996